# Horten Ho 229
De Ho 229 is een straaljager die van 1943 tot 1945 geproduceerd werd door nazi-Duitsland. Het ontwerp was in die tijd revolutionair vanwege de snelheid en de vorm: het was het eerste ontwerp volgens het vliegende vleugel-concept.

## Beginjaren
De broers Walter en Reimar Horten begonnen in 1932 met het ontwerpen van een vliegtuig dat voldeed aan de opdracht van Hermann Göring van "3 keer 1000". Dat wil zeggen: 1000 kilo bommen vervoeren over een afstand van 1000 kilometer met een snelheid van 1000 kilometer per uur. In 1943 begon men met de productie. Alleen de snelheid van 1000 kilometer per uur werd gehaald. Het zou ook onzichtbaar zijn voor Chain Home-radarsysteem.

## Productieproblemen

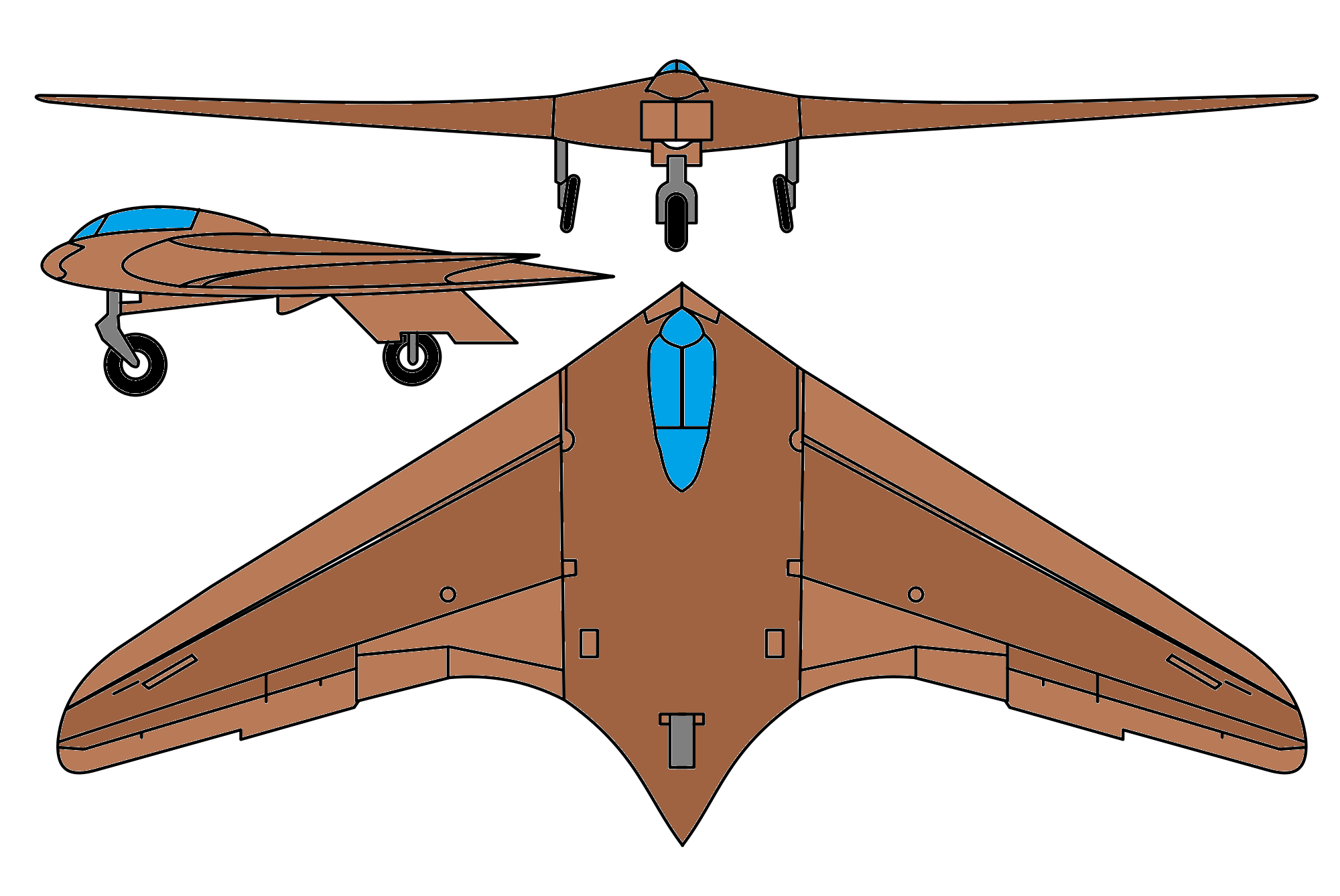
Tekening van de Ho 229

Doordat Duitsland aan de verliezende hand was, waren er minder grondstoffen. Door dit gebrek werd er slechts één model geproduceerd (ook één model van een licht andere soort, maar dat toestel stortte in 1944 neer) en het werd enkel voor proefvluchten gebruikt. Later werd het vliegtuig nagebouwd om te testen of het toestel werkelijk onzichtbaar was voor radar. Het resultaat van de test was dat Engelse radars in de Tweede Wereldoorlog het toestel buiten een straal van 30 km inderdaad niet zouden hebben gezien.